# Baschet la Jocurile Olimpice de vară din 2020 - feminin
Turneul feminin de baschet de la Jocurile Olimpice de vară din 2020 a avut loc în perioada 25 iulie-8 august 2021 la Saitama Super Arena, Saitama.
Inițial turneul trebuia să aibă loc în perioada 25 iulie-8 august 2020, dar a fost amânat din cauza pandemiei de COVID-19, CIO și comitetul de organizarea al Jocurilor Olimpice anunțând această amânare la 24 martie 2020. Din cauza pandemiei, toate meciurile s-au jucat fără spectatori.

## Format
Cele douăsprezece echipe au fost împărțite în trei grupe de câte patru echipe în cadrul căreia s-a jucat după sistemul fiecare cu fiecare. Echipele clasate pe primele două locuri din fiecare grupă au avansat în sferturile de finală, precum și cele mai bune două echipe pe locul trei. După runda preliminară s-a folosit un sistem eliminatoriu.

## Arbitri
Următorii arbitri au fost selectați pentru a oficia la acest turneu.
- Juan Fernández
- Leandro Lezcano
- Scott Beker
- James Boyer
- Ademir Zurapović
- Guilherme Locatelli
- Andreia Silva
- Matthew Kallio
- Maripier Malo
- Michael Weiland
- Yu Jung
- Maj Forsberg
- Yohan Rosso
- Ahmed Al-Shuwaili
- Manuel Mazzoni
- Takaki Kato
- Yevgeniy Mikheyev
- Mārtiņš Kozlovskis
- Rabah Noujaim
- Samir Abaakil
- Kingsley Ojeaburu
- Gizella Györgyi
- Ferdinand Pascual
- Luis Vázquez
- Aleksandar Glišić
- Luis Castillo
- Antonio Conde
- Yener Yılmaz
- Amy Bonner
- Steven Anderson

## Rezultate

### Faza preliminară
În faza preliminară, echipele primesc 2 puncte pentru fiecare victorie, 1 puncte pentru înfrângere și 0 puncte pentru fiecare renunțare.

#### Grupa A
| Loc | Echipa        | MJ | V | Î | PM  | PP  | PD  | Pct | Calificare                        |
| --- | ------------- | -- | - | - | --- | --- | --- | --- | --------------------------------- |
| 1   | Spania        | 3  | 3 | 0 | 234 | 205 | +29 | 6   | Avansează în Sferturile de finală |
| 2   | Serbia        | 3  | 2 | 1 | 207 | 214 | −7  | 5   | Avansează în Sferturile de finală |
| 3   | Canada        | 3  | 1 | 2 | 208 | 201 | +7  | 4   |                                   |
| 4   | Coreea de Sud | 3  | 0 | 3 | 183 | 212 | −29 | 3   |                                   |

| 26 iulie 2021 10:00 v |

| Boxscore |

| Coreea de Sud                                  | 69–73 | Spania                                  |
| Scorul pe sferturi: 15–16, 20–17, 18–21, 16–19 |       |                                         |
| Pt: Kang 26 Rec: Park Ji-s. 10 Pase: Park H. 5 |       | Pt: Ndour 28 Rec: Gil 14 Pase: Ouviña 8 |

| 26 iulie 2021 17:20 v |

| Boxscore |

| Serbia                                                  | 72–68 | Canada                                     |
| Scorul pe sferturi: 16–13, 20–15, 9–17, 27–23           |       |                                            |
| Pt: Vasić 16 Rec: Dabović 6 Pase: Crvendakić, Dabović 5 |       | Pt: Fields 19 Rec: Nurse 6 Pase: Achonwa 5 |

| 29 iulie 2021 10:00 v |

| Boxscore |

| Canada                                          | 74–53 | Coreea de Sud                                               |
| Scorul pe sferturi: 16–15, 17–13, 16–11, 25–14  |       |                                                             |
| Pt: Carleton 18 Rec: Achonwa 10 Pase: Achonwa 5 |       | Pt: Park Ji-s. 15 Rec: Park Ji-s. 11 Pase: trei jucătoare 3 |

| 29 iulie 2021 17:20 v |

| Boxscore |

| Spania                                         | 85–70 | Serbia                                               |
| Scorul pe sferturi: 19–20, 22–24, 18–14, 26–12 |       |                                                      |
| Pt: Ndour 20 Rec: Ndour 9 Pase: Ouviña 8       |       | Pt: Brooks 16 Rec: Anderson 8 Pase: trei jucătoare 4 |

| 1 august 2021 10:00 v |

| Boxscore |

| Canada                                               | 66–76 | Spania                                    |
| Scorul pe sferturi: 13–23, 21–17, 13–20, 19–16       |       |                                           |
| Pt: Nurse 14 Rec: patru jucătoare 6 Pase: Carleton 4 |       | Pt: Ndour 20 Rec: Ndour 11 Pase: Ouviña 7 |

| 1 august 2021 21:00 v |

| Boxscore |

| Coreea de Sud                                                      | 61–65 | Serbia                                                 |
| Scorul pe sferturi: 10–17, 14–15, 20–18, 17–15                     |       |                                                        |
| Pt: Park Ji-h 17 Rec: Park Ji-s. 11 Pase: Park Ji-h., Park Ji-s. 5 |       | Pt: Crvendakić 15 Rec: Vasić 10 Pase: trei jucătoare 4 |

#### Grupa B
| Loc | Echipa      | MJ | V | Î | PM  | PP  | PD  | Pct | Calificare                        |
| --- | ----------- | -- | - | - | --- | --- | --- | --- | --------------------------------- |
| 1   | SUA         | 3  | 3 | 0 | 260 | 223 | +37 | 6   | Avansează în Sferturile de finală |
| 2   | Japonia (H) | 3  | 2 | 1 | 245 | 239 | +6  | 5   | Avansează în Sferturile de finală |
| 3   | Franța      | 3  | 1 | 2 | 239 | 229 | +10 | 4   | Avansează în Sferturile de finală |
| 4   | Nigeria     | 3  | 0 | 3 | 217 | 270 | −53 | 3   |                                   |

| 27 iulie 2021 10:00 v |

| Boxscore |

| Japonia                                        | 74–70 | Franța                                     |
| Scorul pe sferturi: 13–17, 21–19, 18–13, 22–21 |       |                                            |
| Pt: Hayashi 12 Rec: Akaho 9 Pase: Machida 11   |       | Pt: Gruda 18 Rec: Gruda 9 Pase: Johannès 4 |

| 27 iulie 2021 13:40 v |

| Boxscore |

| Nigeria                                               | 72–81 | SUA                                        |
| Scorul pe sferturi: 20–17, 12–27, 18–26, 22–11        |       |                                            |
| Pt: Kalu 16 Rec: Kunaiyi-Akpannah 9 Pase: Amukamara 4 |       | Pt: Wilson 19 Rec: Wilson 13 Pase: Bird 13 |

| 30 iulie 2021 13:40 v |

| Boxscore |

| SUA                                                 | 86–69 | Japonia                                     |
| Scorul pe sferturi: 28–30, 21–10, 16–13, 21–16      |       |                                             |
| Pt: Wilson 20 Rec: Stewart 13 Pase: Bird, Stewart 6 |       | Pt: Takada 15 Rec: Akaho 8 Pase: Machida 11 |

| 30 iulie 2021 17:20 v |

| Boxscore |

| Franța                                             | 87–62 | Nigeria                                                        |
| Scorul pe sferturi: 18–12, 26–15, 23–15, 20–20     |       |                                                                |
| Pt: Gruda 14 Rec: Gruda, Williams 9 Pase: Duchet 5 |       | Pt: Amukamara 11 Rec: trei jucătoare 4 Pase: Amukamara, Kalu 3 |

| 2 august 2021 10:00 v |

| Boxscore |

| Nigeria                                               | 83–102 | Japonia                                      |
| Scorul pe sferturi: 22–30, 16–21, 19–33, 26–18        |        |                                              |
| Pt: Macaulay 18 Rec: Chidom, Elonu 7 Pase: Nyingifa 8 |        | Pt: Hayashi 23 Rec: Akaho 7 Pase: Machida 15 |

| 2 august 2021 13:40 v |

| Boxscore |

| Franța                                         | 82–93 | SUA                                               |
| Scorul pe sferturi: 22–19, 22–31, 23–21, 15–22 |       |                                                   |
| Pt: Miyem 15 Rec: Gruda 6 Pase: Johannès 7     |       | Pt: Wilson 22 Rec: Stewart, Wilson 7 Pase: Loyd 8 |

#### Grupa C
| Loc | Echipa      | MJ | V | Î | PM  | PP  | PD   | Pct | Calificare                        |
| --- | ----------- | -- | - | - | --- | --- | ---- | --- | --------------------------------- |
| 1   | China       | 3  | 3 | 0 | 247 | 191 | +56  | 6   | Avansează în Sferturile de finală |
| 2   | Belgia      | 3  | 2 | 1 | 234 | 196 | +38  | 5   | Avansează în Sferturile de finală |
| 3   | Australia   | 3  | 1 | 2 | 240 | 230 | +10  | 4   | Avansează în Sferturile de finală |
| 4   | Puerto Rico | 3  | 0 | 3 | 176 | 280 | −104 | 3   |                                   |

| 27 iulie 2021 17:20 v |

| Boxscore |

| Australia                                       | 70–85 | Belgia                                              |
| Scorul pe sferturi: 17–21, 24–16, 16–19, 13–29  |       |                                                     |
| Pt: Magbegor 20 Rec: George 10 Pase: Mitchell 7 |       | Pt: Meesseman 32 Rec: Meesseman 9 Pase: Allemand 11 |

| 27 iulie 2021 21:00 v |

| Boxscore |

| Puerto Rico                                    | 55–97 | China                                    |
| Scorul pe sferturi: 17–32, 9–21, 13–18, 16–26  |       |                                          |
| Pt: Rosado 14 Rec: Quiñones 5 Pase: Gwathmey 4 |       | Pt: Li Yue. 21 Rec: Han 14 Pase: Huang 7 |

| 30 iulie 2021 10:00 v |

| Boxscore |

| Belgia                                              | 87–52 | Puerto Rico                                              |
| Scorul pe sferturi: 23–16, 20–8, 17–13, 27–15       |       |                                                          |
| Pt: Meesseman 26 Rec: Meesseman 15 Pase: Allemand 7 |       | Pt: Gwathmey 20 Rec: Gwathmey, Meléndez 5 Pase: Rosado 5 |

| 30 iulie 2021 21:00 v |

| Boxscore |

| China                                         | 76–74 | Australia                                    |
| Scorul pe sferturi: 27–19, 11–19, 17–9, 21–27 |       |                                              |
| Pt: Wang 20 Rec: Shao 8 Pase: Li M. 7         |       | Pt: Magbegor 15 Rec: George 5 Pase: Ebzery 4 |

| 2 august 2021 17:20 v |

| Boxscore |

| China                                          | 74–62 | Belgia                                             |
| Scorul pe sferturi: 17–21, 21–16, 21–15, 15–10 |       |                                                    |
| Pt: Li Yue. 14 Rec: Li Yue. 8 Pase: Wang 8     |       | Pt: Meesseman 24 Rec: Meesseman 7 Pase: Mestdagh 5 |

| 2 august 2021 21:00 v |

| Boxscore |

| Australia                                     | 96–69 | Puerto Rico                                                      |
| Scorul pe sferturi: 22–24, 23–20, 23–8, 28–17 |       |                                                                  |
| Pt: Tolo 26 Rec: Tolo 17 Pase: Mitchell 6     |       | Pt: Gwathmey 26 Rec: Gibson, Gwathmey 6 Pase: Meléndez, Rosado 3 |

#### Clasamentul echipelor de pe locul 3
| Loc | Echipa    | MJ | V | Î | PM  | PP  | PD  | Pct | Calificare         |
| --- | --------- | -- | - | - | --- | --- | --- | --- | ------------------ |
| 1   | Canada    | 3  | 1 | 2 | 208 | 201 | +7  | 4   | Sferturi de finală |
| 2   | Franța    | 3  | 1 | 2 | 239 | 229 | +10 | 4   | Sferturi de finală |
| 3   | Australia | 3  | 1 | 2 | 240 | 230 | +10 | 4   |                    |

### Faza eliminatorie
Tragerea la sorți după runda preliminară a decis meciurile din faza eliminatorie, în care o echipă favorită a jucat cu o echipă nefavorită. Tragerea la sorți a avut loc după ultimul meci din etapa grupelor din 2 august. Echipele calificate au fost împărțite în două grupe:
- Grupa D a inclus cele trei echipe pe primul loc din faza grupelor, împreună cu cea mai bună echipă pe locul al doilea.
- Grupa E a cuprins cele două echipe rămase de pe locul al doilea, împreună cu cele mai bune două echipe de pe locul trei.

Principiile tragerii la sorți:
- Fiecare meci trebuia să includă o echipă din grupa D și una din grupa E.
- Echipele din aceeași grupă nu au putut fi trase la sorți în sferturile de finală.
- Echipa clasată pe locul doi din Grupa D nu a putut fi trasă la sorți împotriva unei echipe clasate pe locul trei din Grupa E.[8]

#### Clasament
| Loc | Echipa    | MJ | V | Î | PM  | PP  | PD  | Pct |         |
| --- | --------- | -- | - | - | --- | --- | --- | --- | ------- |
| 1   | China     | 3  | 3 | 0 | 247 | 191 | +56 | 6   | Grupa D |
| 2   | SUA       | 3  | 3 | 0 | 260 | 223 | +37 | 6   | Grupa D |
| 3   | Spania    | 3  | 3 | 0 | 234 | 205 | +29 | 6   | Grupa D |
| 4   | Belgia    | 3  | 2 | 1 | 234 | 196 | +38 | 5   | Grupa D |
| 5   | Japonia   | 3  | 2 | 1 | 245 | 239 | +6  | 5   | Grupa E |
| 6   | Serbia    | 3  | 2 | 1 | 207 | 214 | −7  | 5   | Grupa E |
| 7   | Australia | 3  | 1 | 2 | 240 | 230 | +10 | 4   | Grupa E |
| 8   | Franța    | 3  | 1 | 2 | 239 | 229 | +10 | 4   | Grupa E |

#### Tablou
|  | Sferturi de finală | Sferturi de finală |          |    | Semifinale       | Semifinale       |  |  | Medalia de aur | Medalia de aur |
|  |                    |                    |          |    |                  |                  |  |  |                |                |
|  | 4 august           |                    |          |    |                  |                  |  |  |                |                |
|  |                    |                    |          |    |                  |                  |  |  |                |                |
|  | Australia          | 55                 |          |    |                  |                  |  |  |                |                |
|  | Australia          | 55                 | 6 august |    |                  |                  |  |  |                |                |
|  | SUA                | 79                 |          |    |                  |                  |  |  |                |                |
|  | SUA                | 79                 | SUA      | 79 |                  |                  |  |  |                |                |
|  | 4 august           |                    | SUA      | 79 |                  |                  |  |  |                |                |
|  |                    | Serbia             | 59       |    |                  |                  |  |  |                |                |
|  | China              | Serbia             | 59       | 70 |                  |                  |  |  |                |                |
|  | China              |                    | 8 august | 70 |                  |                  |  |  |                |                |
|  | Serbia             | 77                 |          |    |                  |                  |  |  |                |                |
|  | Serbia             | 77                 | SUA      | 90 |                  |                  |  |  |                |                |
|  | 4 august           |                    | SUA      | 90 |                  |                  |  |  |                |                |
|  |                    | Japonia            | 75       |    |                  |                  |  |  |                |                |
|  | Japonia            | Japonia            | 75       | 86 |                  |                  |  |  |                |                |
|  | Japonia            | 6 august           |          | 86 |                  |                  |  |  |                |                |
|  | Belgia             | 85                 |          |    |                  |                  |  |  |                |                |
|  | Belgia             | 85                 | Japonia  | 87 |                  |                  |  |  |                |                |
|  | 4 august           |                    | Japonia  | 87 |                  |                  |  |  |                |                |
|  |                    | Franța             | 71       |    | Medalia de bronz | Medalia de bronz |  |  |                |                |
|  | Spania             | Franța             | 71       | 64 | Medalia de bronz | Medalia de bronz |  |  |                |                |
|  | Spania             |                    | 7 August | 64 |                  |                  |  |  |                |                |
|  | Franța             | 67                 |          |    |                  |                  |  |  |                |                |
|  | Franța             | 67                 | Serbia   | 76 |                  |                  |  |  |                |                |
|  |                    |                    |          |    |                  |                  |  |  |                |                |
|  | Franța             | 91                 |          |    |                  |                  |  |  |                |                |
|  | Franța             | 91                 |          |    |                  |                  |  |  |                |                |

#### Sferturi de finală
| 4 august 2021 10:00 v |

| Boxscore |

| China                                          | 70–77 | Serbia                                      |
| Scorul pe sferturi: 14–16, 19–19, 25–14, 12–28 |       |                                             |
| Pt: Shao 17 Rec: Han 7 Pase: Li Yua. 6         |       | Pt: Brooks 18 Rec: Vasić 10 Pase: Dabović 6 |

| 4 august 2021 13:40 v |

| Boxscore |

| Australia                                             | 55–79 | SUA                                       |
| Scorul pe sferturi: 12–26, 15–22, 12–20, 16–11        |       |                                           |
| Pt: Mitchell 14 Rec: Allen, George 7 Pase: Mitchell 6 |       | Pt: Stewart 23 Rec: Griner 8 Pase: Gray 8 |

| 4 august 2021 17:20 v |

| Boxscore |

| Japonia                                        | 86–85 | Belgia                                              |
| Scorul pe sferturi: 19–16, 22–26, 20–26, 25–17 |       |                                                     |
| Pt: Miyazawa 21 Rec: Akaho 7 Pase: Machida 14  |       | Pt: Meesseman 25 Rec: Meesseman 11 Pase: Allemand 8 |

| 4 august 2021 21:00 v |

| Boxscore |

| Spania                                         | 64–67 | Franța                                               |
| Scorul pe sferturi: 16–21, 14–15, 18–19, 16–12 |       |                                                      |
| Pt: Ndour 16 Rec: Ndour 11 Pase: Gil 4         |       | Pt: Johannès 18 Rec: trei jucătoare 5 Pase: Duchet 5 |

### Semifinale
| 6 august 2021 13:40 v |

| Boxscore |

| SUA                                                | 79–59 | Serbia                                        |
| Scorul pe sferturi: 25–12, 16–11, 17–16, 21–20     |       |                                               |
| Pt: Griner 15 Rec: Griner 12 Pase: Bird, Taurasi 4 |       | Pt: Anderson 15 Rec: Dugalić 10 Pase: Vasić 3 |

| 6 august 2021 20:00 v |

| Boxscore |

| Japonia                                              | 87–71 | Franța                                        |
| Scorul pe sferturi: 14–22, 27–12, 27–16, 19–21       |       |                                               |
| Pt: Akaho 17 Rec: Akaho, Miyazawa 7 Pase: Machida 18 |       | Pt: Gruda 18 Rec: Williams 8 Pase: Williams 7 |

#### Meciul pentru medalia de bronz
| 7 august 2021 16:00 v |

| Boxscore |

| Serbia                                                | 76–91 | Franța                                                 |
| Scorul pe sferturi: 23–19, 17–24, 16–24, 20–24        |       |                                                        |
| Pt: Anderson 24 Rec: Vasić 8 Pase: Anderson, Brooks 5 |       | Pt: Williams 17 Rec: Williams 8 Pase: trei jucătoare 4 |

#### Meciul pentru medalia de aur
| 8 august 2021 11:30 v |

| Boxscore |

| SUA                                            | 90–75 | Japonia                                    |
| Scorul pe sferturi: 23–14, 27–25, 25–17, 15–19 |       |                                            |
| Pt: Griner 30 Rec: Stewart 14 Pase: Taurasi 8  |       | Pt: Takada 17 Rec: Okoye 8 Pase: Machida 6 |